# 1961 في اليابان
فيما يلي قوائم الأحداث التي وقعت خلال عام 1961 في اليابان.

## أفلام
من الأفلام التي صدرت هذه السنة في اليابان:
- 1 يناير – يوجيمبو من إخراج أكيرا كوروساوا.

## برامج ومسلسلات وأنمي
- رعد العملاق

## موسيقى

### أغاني
من الأغاني التي صدرت هذه السنة في اليابان:
- 15 أكتوبر – أوه وو مويته أروكو من غناء ساكاموتو كيو.

## كتب
من الكتب التي صدرت هذه السنة في اليابان:
- 1 يناير – الجميلات النائمات من تأليف ياسوناري كواباتا.

## مواليد

### يناير
- 1 يناير – كينجي تسوروتا مانغاكا ياباني.
- 1 يناير – ياسونوري ماستاني مؤدّي صوت ياباني.
- 1 يناير – ياسويشيرو ياماموتو
- 4 يناير – كيوتاكا ماتسوي لاعب كرة قدم ياباني.
- 16 يناير – تاكويا موجوروما ملاكم ياباني.
- 22 يناير – شيغيرو ناكاهارا مؤدّي صوت ياباني.
- 27 يناير – هيروكو إيموري مؤدّية صوت يابانية.

### فبراير
- 2 فبراير – توموهيرو نيشيمورا
- 6 فبراير – يوكو كوباياشي
- 18 فبراير – هيرونوبو كاغياما مغني ياباني.
- 21 فبراير – ماتسويشي يامادا لاعب كرة قدم ياباني.

### مارس
- 1 مارس – كويتشي هاشيراتاني لاعب كرة قدم ياباني.
- 5 مارس – أريسا أندو مؤدّية صوت يابانية.
- 21 مارس – هيروشي جوفوكو لاعب كرة قدم ياباني.

### أبريل
- 1 أبريل – كوجيرا
- 4 أبريل – ناوكو ماتسوي مؤدّية صوت يابانية.
- 14 أبريل – يوجي سوجانو لاعب كرة قدم ياباني.
- 21 أبريل – كايوكو فوجي ممثلة يابانية.
- 24 أبريل – تيتسويا توتسوكا لاعب كرة قدم ياباني.
- 29 أبريل – فوميهيكو تاتشيكي

### مايو
- 5 مايو – ياسوهيرو هيجوتشي لاعب كرة قدم ياباني.
- 16 مايو – ميتشيرو أوشيما ملحنة يابانية.

### يونيو
- 16 يونيو – ماسايا ماتسورا
- 17 يونيو – كويتشي ياماديرا

### يوليو
- 12 يوليو – كويتشي كيمورا لاعب كرة قدم ياباني.
- 12 يوليو – ماساكي موري لاعب كرة قدم ياباني.
- 16 يوليو – تاكيش أوكي لاعب كرة قدم ياباني.
- 19 يوليو – نوريوكي أبيه
- 25 يوليو – شونجي كيشي لاعب كرة قدم ياباني.

### أغسطس
- 2 أغسطس – سوغا كانبه لاعب كرة قدم ياباني.
- 6 أغسطس – تاكايوكي نيغيشي ملحن ياباني.
- 11 أغسطس – ماكوتو تيزوكا
- 13 أغسطس – كوجي كوندو
- 14 أغسطس – ساتوشي تسونامي لاعبو كرة قدم يابانيون.
- 16 أغسطس – أورارا تاكانو
- 17 أغسطس – تاكاشي أوياجي مؤدّي صوت ياباني.
- 17 أغسطس – جون سوزوكي
- 24 أغسطس – ماساهيكو مينامي منتج أفلام ياباني.
- 25 أغسطس – يوتاكا إيكيوتشي لاعب كرة قدم ياباني.

### سبتمبر
- 2 سبتمبر – تتسو هارا مانغاكا ياباني.
- 2 سبتمبر – توشينوبو كاتسويا لاعبو كرة قدم يابانيون.
- 2 سبتمبر – ميوكو أوبا مؤدّية صوت يابانية.
- 9 سبتمبر – أتسشي أونو
- 27 سبتمبر – أكيوكي شينبو

### أكتوبر
- 4 أكتوبر – كازوكي تاكاهاشي كازوكي تاكاهاشي.
- 13 أكتوبر – تاكيو ماتسود لاعب كرة قدم ياباني.
- 16 أكتوبر – ياهيرو كازاما لاعب كرة قدم ياباني.
- 20 أكتوبر – ميتشيه توميزاوا
- 25 أكتوبر – أكيهيكو إشيزومي

### نوفمبر
- 12 نوفمبر – أتسوشي ناتوري لاعب كرة قدم ياباني.
- 12 نوفمبر – هيرومي إيشيكاوا
- 20 نوفمبر – كازنوري موتشيزوكي لاعب كرة قدم ياباني.
- 21 نوفمبر – ماريا كاوامورا
- 23 نوفمبر – ماساموني شيرو

### ديسمبر
- 4 ديسمبر – تشافورين
- 5 ديسمبر – يوسوكي أداتشي لاعب كرة قدم ياباني.
- 13 ديسمبر – تورو يوشيكاوا لاعب كرة قدم ياباني.

## وفيات

### أكتوبر
- 18 أكتوبر – تسورو أوكي (مواليد 1892)
- 26 أكتوبر – ساداي إينويو (مواليد 1886) عسكري ياباني.